# Heinrich Lieser (Politiker)
Heinrich Lieser (* 8. Mai 1879 in Lambrecht; † 2. Juli 1961) war ein saarländischer Politiker (SPD).
Lieser war ab 1922 Angestellter der AOK in Homburg. 1928 wurde er Geschäftsführer des Arbeitsamtes. Aufgrund seiner SPD-Mitgliedschaft wurde er nach der Rückkehr des Saarlandes ins Dritte Reich 1935 entlassen.
Ab 1919 war Lieser Homburger SPD-Sekretär. Er gehörte dem Landesrat des Saargebietes von 1928 bis 1935 an. Nach dem Krieg wurde er 1945 von den amerikanischen Besatzern als Landrat des Landkreises Homburg eingesetzt. 1947 trat er in den Ruhestand.